# Coleophora ventifuga
Coleophora ventifuga é uma espécie de mariposa do gênero Coleophora pertencente à família Coleophoridae.